# MissionRespekt
MissionRespekt (ChZ) – Christliches Zeugnis in einer multireligiösen Welt. Empfehlungen für einen Verhaltenskodex/Verhaltensempfehlungen wurde 2011 vom Päpstlichen Rat für den Interreligiösen Dialog (PCID), der World Evangelical Alliance (WEA) und dem Ökumenischen Rat der Kirchen (ÖRK) gemeinsam veröffentlicht.
An der Entstehung arbeiteten Vertreter der christlichen Kirchen weltweit mit. Ausgearbeitet wurde das Dokument im Zeitraum 2006 bis 2011, es gilt vor allem wegen der ökumenischen Beteiligung als Beitrag für die Missionstheologie und als Schritt für ein  Miteinander in der Mission. Beteiligt waren der Ökumenische Rat der Kirchen (ÖRK), die World Evangelical Alliance (WEA) sowie der Päpstliche Rat für den Interreligiösen Dialog. Dadurch sind viele christliche Gemeinschaften in den Prozess eingebunden, denn in den genannten Dachverbänden sind verschiedene christliche Gemeinschaften vertreten, z. B. Mennoniten, Methodisten, Orthodoxe, Katholiken, Evangelisch-Lutherische sowie Evangelisch-Reformierte. Nach der Fertigstellung folgt die Rezeption in den verschiedenen Ländern. Dazu fordert ChZ auch ganz konkret auf, so bereits in der Einleitung zu den Empfehlung und in der ersten der sechs Empfehlungen: „Wir empfehlen unseren Kirchen, nationalen und regionalen konfessionellen Zusammenschlüssen und Missionsorganisationen, insbesondere denjenigen, die in einem interreligiösen Kontext arbeiten, dass sie: 1. die in diesem Dokument dargelegten Themen studieren und gegebenenfalls Verhaltensrichtlinien für das christliche Zeugnis formulieren, die ihrem spezifischen Kontext angemessen sind. […]“.

## Zusammenfassung
Das Dokument Christliches Zeugnis in einer multireligiösen Welt ist nach vier Aspekten gegliedert. Das Dokument ist allgemein gehalten, es enthält keine festgeschriebenen Vorschriften, sondern ist darauf ausgelegt, Anregungen zu geben, welche der jeweiligen Situation vor Ort entsprechend adaptiert werden können. Bei diesem Lernprozess soll das Dokument ChZ eine Orientierung bieten.

### Präambel
Einleitend werden der Entstehungsprozess von 2006 bis 2011 beschrieben sowie die beteiligten Organisationen und Dachverbände genannt. Weiterhin wird die Grundintention erläutert und das Ziel von ChZ formuliert, nämlich, dass „dieses Dokument […] keine theologische Erklärung zur Mission darstellen [soll], sondern […] die Absicht [verfolgt], sich mit praktischen Fragen auseinanderzusetzen, die sich für das christliche Zeugnis in einer multireligiösen Welt ergeben.“ Man will vor allem erreichen, dass über das Thema der Mission kontrovers diskutiert wird.

### Grundlagen
Im zweiten Abschnitt des Dokumentes wird in sieben Schritten das grundlegende christliche Verständnis erläutert. Alles Zeugnis-Geben basiert auf der Bibel: Hieraus ergeben sich der Auftrag zur Mission (vgl. Mt 28,19.20 ), aber auch Anhaltspunkte für die Art und Weise des Vorgehens (vgl. Lk 10,5–7 ). Die biblischen Vorbilder und Erzählungen werden in diesem Teil des Dokumentes auf unsere heutige Situation übertragen, wobei jedoch keine konkreten Handlungsanweisungen gegeben werden.
Im siebten Punkt wird das Wirken des  Heiligen Geistes betont. So wird deutlich, „dass es zwar ihre [der Christen/innen] Verantwortung ist, von Christus Zeugnis abzulegen, dass die Bekehrung dabei jedoch letztendlich das Werk des Heiligen Geistes ist (vgl. Johannes 16,7-9 ; Apostelgeschichte 10,44–47 ).“

### Prinzipien
In den zwölf Prinzipien werden die Liebe und Jesu als Vorbild in seiner Handlungsweise als Leitfaden im Christentum hervorgehoben. In den einzelnen Prinzipien werden die verschiedenen Aspekte eines christlichen Handelns in Liebe erläutert. Beispielsweise, dass dies einen respektvollen Umgang mit allen Menschen bedeutet und Gewaltanwendung keine Option ist: „Christen/innen sind aufgerufen, in ihrem Zeugnis alle Formen von Gewalt und Machtmissbrauch abzulehnen, auch deren psychologische und soziale Formen.“

### Empfehlungen
In den sechs Empfehlungen werden praktische Anregungen gegeben, wie die zuvor genannten christlichen Werte und Forderungen umgesetzt werden können und wie jeder einzelne bzw. die Gemeinden gemeinsam dazu beitragen können. „Sie sind keine förmliche theologische Erklärung, auch wenn sie durch und durch theologisch sind. Sie sind vor allem ein Werkzeug, um die Reflexion über verschiedene bekehrungsbezogene Themen anzuregen und zu ermöglichen.“
Es wird betont, dass der Dialog und Kontakt mit Gläubigen anderer Religionen wichtig sind. Dabei sollte es zu keinerlei proselytischen Bekehrungsversuchen kommen. Das bedeutet jedoch nicht, dass man seine eigene christliche Identität verschweigen soll. Im Gegenteil, christliche Gläubige sollen ermutigt werden „ihren Glauben zu stärken und dabei gleichzeitig ihr Wissen über andere Religionen und deren Verständnis zu vertiefen, und zwar aus der Sicht von Angehörigen dieser Religionen.“
In der fünften Empfehlung wird der Bogen zur Politik geschlagen, denn nicht nur im interreligiösen Bereich kommt es zu Bedrängungen aufgrund von religiösen Bekenntnissen. Entsprechend fordert das Dokument Christen auf, „ihre Regierungen dazu aufzurufen, sicherzustellen, dass Religionsfreiheit angemessen und umfassend respektiert wird, in dem Bewusstsein, dass in vielen Ländern religiöse Einrichtungen und Einzelpersonen daran gehindert werden, ihre Mission auszuführen.“

## Entstehungsgeschichte

### Gründe – Problemstellung
Immer wieder werden Menschen wegen ihrer Religionszugehörigkeit diskriminiert, benachteiligt oder verfolgt. Das Dokument soll ein klares Zeichen für Religionsfreiheit sein, das jedoch keinen Katalog von Forderungen darstellt, wie andere mit Christen respektvoll umzugehen haben, sondern es geht um ein respektvolles christliches Missionsverständnis. Nicht nur in der fernen Vergangenheit, sondern bis heute kommt es auch innerhalb von christlichen Gemeinschaften zu einer zu engagierten Missionstätigkeit. Daher formuliert das Dokument Grundsätze für ein respektvolles innerchristliches Miteinander ohne Proselytismus – interkonfessionell wie interreligiös.
Die Thematik des Missionierens beschäftigt Religionsangehörige schon lange. Daher war es wichtig, Standards im christlichen Miteinander zu besprechen und so hoffentlich Vorbild zu sein für Religionsangehörige, die versuchen mit allen Mitteln neue Glaubensmitglieder für sich zu gewinnen.

### Die Genese
Maßgeblich beteiligt waren der Ökumenische Rat der Kirchen (ÖRK), der Päpstliche Rat für den interreligiösen Dialog (PCID) und die World Evangelical Alliance (WEA). Durch deren Beteiligung stehen hinter dem Dokument „etwa 98 Prozent der Weltchristenheit“. Dabei ist zu beachten, dass die WEA ab dem zweiten Treffen in den Konsultationsprozess eingestiegen ist.
Beim ersten Konsultationstreffen waren auch Vertreter anderer Religionen beteiligt. Während dieses Treffens reifte die Einsicht, dass zunächst die christlichen Kirchen untereinander eine Richtlinie brauchen, bevor sie in den religiösen Dialog über Mission einsteigen können. Daher entschied man sich, den Prozess vorläufig auf innerchristlicher Ebene fortzusetzen. Dies ist jedoch keineswegs als Scheitern anzusehen, denn es war für den weiteren Prozess wichtig, dass Repräsentanten anderer Religionen bei dem ersten Treffen in Lariano vertreten waren, denn so konnten christliche Vertreter die Perspektive anderer Religionen authentisch kennenlernen.
Nach dem ersten Treffen trafen sich Vertreter der beteiligten Organisationen und Dachverbände noch zu zwei weiteren Konsultationen, so dass es in den Jahren 2006 bis 2011 insgesamt drei Treffen gab. Diese fanden in Lariano (Italien, 2006), Toulouse (Frankreich, 2007) und Bangkok (Thailand, 2011) statt. Ebenfalls im Jahr 2011 wurde das Dokument in Genf vorgestellt.

### Offizielle Annahmen
Durch die Mitarbeit und Beteiligung der WEA, des ÖRK und des PCID ist eine „Bandbreite von protestantischen und orthodoxen Kirchen, für Kirchen und Missionsorganisationen, darunter solche mit einem evangelikalen Hintergrund, und für die Römisch-katholische Kirche“, es ist also die weltweite Ökumene in die Annahme des Dokumentes eingebunden. Der ÖRK hat auf seiner Vollversammlung in Busan 2013 das Dokument zusätzlich noch vorgestellt und angenommen. Auch von Seiten des Vatikans gilt ChZ als offizielles Dokument.

## Rezeption
Eine wesentliche Phase des Dokumentes begann erst nach der öffentlichen Vorstellung 2011 in Genf. Wichtig ist die Rezeption, einerseits auf internationaler Ebene in den verschiedenen Ländern, andererseits auf kirchlicher Ebene in den zahlreichen christlichen Kirchen und Verbänden. Interessanterweise zeichnet sich bislang auch eine Wahrnehmung und Nutzung des Dokumentes im akademischen Bereich ab.

### In Deutschland
Rezeption
Auch in Deutschland wird das Missionsdokument wahrgenommen, durch die Kirchen positiv gewürdigt und weiter getragen. Um den Rezeptionsprozess zu verstärken, hatten die Arbeitsgemeinschaft Christlicher Kirchen (ACK) und die Evangelische Allianz in Deutschland (EAD) für den 27./28. August 2014 zum Kongress MissionRespekt nach Berlin eingeladen.
Kongress MissionRespekt
Dem Geist des Missionsdokumentes entsprechend, lautet der Name des Kongresses „MissionRespekt“. Zahlreiche Referenten und Vertreter verschiedener christlicher Kirchen und aus unterschiedlichen Ländern kamen nach Berlin, um in einen regen Austausch über Erfahrungen aus der Arbeit mit dem internationalen, ökumenischen Missionsdokument zu treten. So wirkt ChZ einerseits auf der internationalen Ebene in die Länder, von dort aber auch wieder zurück auf die internationale Ebene.
Den Auftakt des Kongresses bildeten Fallstudien aus Brasilien, Indien und den Niederlanden: Romi Bencke (Brasilien), Erzbischof Felix Machado (Indien), sowie Martijn van Laar und Wilbert van Saane (Niederlande) berichteten exemplarisch von der ökumenischen Situation in ihren Ländern und gingen dabei auch darauf ein, wo und wie das Dokument ChZ bereits rezipiert und umgesetzt wird. So kam Romi Bencke ihrerseits gerade von einem Kongress in Brasilien, welcher ebenfalls ChZ zum Thema hatte.
Am Abend wurde gemeinsam eine ökumenische Andacht gefeiert, in deren Anschluss Gelegenheit zur Begegnung zwischen Kirche und Politik war. Als Vertreter der Politik war Bundestagspräsident Norbert Lammert anwesend. Nikolaus Schneider (Ratsvorsitzender des EKD) und Karl Jüsten (Leiter des Kommissariats der deutschen Bischöfe, Berlin) repräsentierten die evangelische bzw. die katholische Kirche in Deutschland. Eine internationale Perspektive brachte Richard Howell (Generalsekretär der Asiatischen Evangelischen Allianz) ein, um von der Situation der Christen in Indien zu berichten.
Am zweiten Tag hatten die Teilnehmer die Möglichkeit, aus 14 verschiedenen Workshops ihre bevorzugte Konkretisierung zum Thema Mission zu wählen. Besucht werden konnten Workshops zu den Themen Mission in Deutschland, dem Zusammenhang zwischen Mission und Entwicklungshilfe, Christsein im Kontext von Religionsunterricht und Universität und vielem mehr. Damit die Teilnehmer auch erfahren konnten, was in den jeweils anderen Workshops diskutiert wurde, stellten anschließend so genannte Listeners‘ (also „Zuhörer“) die wichtigsten Aspekte im Plenum vor. Zum Schluss gaben missio-Präsident  Klaus Krämer und Pfarrer Christoph Anders, welche den Kongress auch schon eröffnet hatten, einen Ausblick und stellten dazu auch ein Statement des Trägerkreises vor, welches die Ergebnisse des Kongresses zum einen bündelt, zum anderen Forderungen und Aufgaben für die weitere Arbeit mit dem Dokument ChZ stellt.

### International
Rezeption
Auf internationaler Ebene wird das Dokument Christliches Zeugnis in einer multireligiösen Welt bereits rezipiert und auch in der pastoralen Arbeit schon eingesetzt. Einige Beispiele sind:
- Indien: Für den asiatischen Raum kann Indien als ein Beispiel genannt werden. Auf dem Kongress MissionRespekt hat Erzbischof Felix Anthony Machado berichtet, dass jeder katholische Bischof in Indien das Dokument zugesendet bekam. Einige Bischöfe haben viel daraus gemacht, ChZ wurde in vielen Orten veröffentlicht, auch wurden Seminare und andere Veranstaltungen mit dem Thema Mission und ChZ organisiert. Als Wirkung von ChZ beobachtet Erzbischof Machado, dass das Dokument positiv aufgenommen wurde und sich die christlichen Gemeinschaften in Indien näher kennen lernen, neue ökumenische Initiativen entstehen.
- Malaysia: Auch in Malaysia wird das Dokument rezipiert und ist auch im Internet auf den Homepages der dortigen christlichen Kirchen und Organisationen kritisch gewürdigt worden.[21]
- Niederlande: Vor einigen Jahren kam es in den Niederlanden zu heftigen Diskussionen bis hin zu Auseinandersetzungen mit muslimischen Einwohnern. Auslöser waren Karikaturen vom Propheten Mohammed. Die muslimischen Gruppen gerieten unter Druck und die christlichen Kirchen haben damals beschlossen, sich auf ihre Seite zu stellen, denn es galt das Gut der Religionsfreiheit (gemeinsam) zu verteidigen. Es haben sich also in den Niederlanden bereits Gruppen und Initiativen gebildet, so dass man sagen kann, dass die Grundsätze von ChZ in den Niederlanden bereits praktisch gelebt werden.
- Großbritannien: Im europäischen Kontext wird das Dokument außer in den Niederlanden und in Deutschland z. B. auch in Großbritannien rezipiert und positiv betrachtet.[22]
- Brasilien: ChZ kam in Brasilien in einer Situation von Unsicherheit im Umgang mit Proselytismus anderer christlicher Gruppierungen. Wurde also aktiv genutzt und geschaut, wie man davon Orientierungen für die eigene Praxis erhalten kann. Es bestand für andere christliche Gruppen die Gefahr, selbst auf solche Methoden des Missionierens zurückzugreifen. Sie fühlen sich angesichts des aggressiven Auftretens einiger neo-pentekostaler und charismatischer Gruppen an den Rand gedrängt. Daher fragen sie sich selbst sehr stark, was ein guter Weg sein kann, im Umgang diesem Phänomen, wenn man sich einerseits nicht auf diese Methoden einlassen will, andererseits aber auch nicht schweigend zuschauen möchte, wie die Religionsfreiheit dort angegriffen wird. Das Dokument ChZ bot in diesem Zusammenhang eine Orientierungshilfe und bestärkte diese christlichen Gruppen in ihrer Position, dass der Respekt vor der Weltanschauung meines Gegenübers und die Religionsfreiheit in jedem Fall zu achten sind. Dies heißt aber nicht, dass man kein christliches Zeugnis geben darf – nur das WIE ist entscheidend. Um diese Fragen und Aufgabenstellung besser beantworten und angehen zu können, ist die ökumenische Zusammenarbeit ein entscheidendes Element.
- Kanada: Neben dem lateinamerikanischen Beispiel aus Brasilien lässt sich auch ein Beispiel aus Nordamerika nennen. Dort haben bereits mehrere Konferenzen zum Thema Mission stattgefunden, welche an dem Dokument ChZ anknüpfen. Auch gab es dort Treffen zwischen Vertretern der verschiedenen christlichen Konfessionen und Bücher zum Dokument ChZ wurden schon publiziert.[23]

Darüber hinaus wird das Dokument durch verschiedene christliche Kirchen sowie in verschiedenen Orden, z. B. den Salesianer und Franziskaner rezipiert, für eine kritische Selbstreflexion genutzt und die so gewonnenen Einsichten in der Pastoral umgesetzt.

## Übersetzungen
Das Dokument ist bereits in Arabisch, Deutsch, Französisch, Holländisch, Italienisch, Koreanisch, Portugiesisch, Russisch, Schwedisch, Spanisch sowie in Kisuaheli herausgegeben worden. vor. Laut Erzbischof Machado ist das Dokument außerdem in verschiedene Landessprachen Indiens verfügbar. Geplant sind des Weiteren Übersetzungen in verschiedene Lokalsprachen Asiens.

## Kritische Würdigung
Auf dem Kongress MissionRespekt wurden die positiven und kritischen Aspekte zum Dokument ChZ in den Aussagen der Teilnehmer gebündelt. Insgesamt wird das Dokument positiv gesehen. Gewürdigt wird vor allem der allgemeine Charakter des ökumenischen Dokumentes, welches dadurch der Intention eine Orientierungshilfe und kein konkreter Leitfaden zu sein, gerecht wird.
Positiv hervorgehoben wird auch der Sprachduktus des Dokumentes sowie seine „Absage an triumphalistische Missionsverständnisse“. Das Dokument spart eine Diskussion um theologische Fragen aus. Es ist jedoch klar, dass diese noch diskutiert werden müssen. Eine Frage wäre bspw., was „Dialog auf Augenhöhe“ für die eigene religiöse Identität bedeutet.
Herausgestellt wird die ökumenische Zusammenarbeit, welche hinter dem Dokument steht. Im Sinne des pfingstlichen Geistes wurde nicht trotz, sondern mit den verschiedenen Sprachen kommuniziert und gezeigt, dass keine Einheitssprache nötig, um sich zu verstehen. In diesem Sinne steht auch die Aufgabe, den begonnen interkonfessionellen Dialog auf interreligiöser Ebene fortzusetzen. Deutlich wurde im Austausch mit Vertretern aus anderen Ländern und Situationen: Es reicht nicht, Mission interreligiös zu denken – wichtig ist auch das Gespräch mit der säkularen Welt.
Die im Dokument festgehaltenen Grundsätze für einen verantwortungsvollen Umgang mit dem eigenen Glaubenszeugnis gelten dementsprechend im Dialog mit anderen Konfessionen, anderen Religionen und nicht religiösen Menschen gleichermaßen.
Mission im Sinne von Zeugnis-Geben ist somit auch ein Grundbegriff des Dokumentes. Jeder darf sein Zeugnis geben, sollte jedoch darauf achten, die Weltanschauung seines Gegenübers zu beachten und zu respektieren. Daran anschließen lässt sich noch ein Aspekt zur Namensgebung des Kongresses „MissionRespekt“. Dieser kann in einem zweifachen Sinne verstanden werden.
1. Mission verstanden als ein religiöses Zeugnis, somit ist die es die „Mission in Respekt“.
2. Mission im Sinne einer Aufgabe, somit ist es die „Mission zum Respekt“.

Diese beiden Aspekte zu beachten, fordert das Dokument Christliches Zeugnis in einer multireligiösen Welt nachdrücklich ein.

## Textausgabe
- Studienausgabe zum ökumenischen Dokument: „Christliches Zeugnis in einer multireligiösen Welt“. Hg. Evangelisches Missionswerk in Deutschland e.V.; Internationales Katholisches Missionswerk missio. Hamburg/Aachen 2014.